# Xavier Cañellas
Xavier Cañellas Sánchez (* 16. März 1997 in Palma) ist ein spanischer Radsportler, der Rennen auf Bahn und Straße bestreitet.

## Sportliche Laufbahn
2013 wurde Xavier Cañellas spanischer Jugend-Meister im Einzelzeitfahren auf der Straße. In den folgenden Jahren legte er seinen Schwerpunkt auf die Bahn, so wurde er 2014 Junioren-Europameister im Omnium sowie mehrfacher spanischer Meister in den Disziplinen Zweier-Mannschaftsfahren und Mannschaftsverfolgung. Bei den UCI-Bahn-Weltmeisterschaften 2018 belegte er Platz sieben im Scratch.
2019 erhielt Cañellas einen Vertrag bei UCI ProTeam Caja Rural-Seguros RGA. Bei der Mallorca Challenge hatte er Anfang des Jahres seine ersten Einsätze. Sein erstes internationales Straßenrennen gewann er auf der Auftaktetappe der Belgrad-Banja Luka im Jahr 2020. Nach zwei Saisonen wechselte er zunächst zum UCI Continental Team Java Kiwi Atlántico und wurde 2022 Zweiter beim Klassiker Paris–Troyes, ehe er 2023 für die spanische Electro Hiper Europa Mannschaft die Punktewertung des GP Beiras e Serra da Estrela gewann.
Im Jahr 2024 kehrte Xavier Cañellas mit der Euskaltel-Euskadi Mannschaft zu einem UCI ProTeam zurück.

## Erfolge

### Bahn
2014
- Junioren-Europameister – Omnium
- Spanischer Junioren-Meister – Scratch, 1000-Meter-Zeitfahren, Zweier-Mannschaftsfahren (mit Marc Buades), Mannschaftsverfolgung (mit Marc Buades, Gabriel Pons und Alejandro Hernández Salamanca)

2016
- Spanischer Meister – Zweier-Mannschaftsfahren (mit Albert Torres), Mannschaftsverfolgung (mit Antonio Ballester, Marc Buades und Albert Torres)

2017
- Spanischer Meister – Zweier-Mannschaftsfahren (mit Albert Torres), Mannschaftsverfolgung (mit Joan Martí Bennàssar, Marc Buades und Albert Torres)

2018
- Spanischer Meister – Mannschaftsverfolgung (mit Marc Buades, Pau Llaneras und Albert Torres)

2019
- Spanischer Meister – Zweier-Mannschaftsfahren (mit Albert Torres), Mannschaftsverfolgung (mit Marc Buades, Albert Torres und Josep Blanco)

### Straße
2013
- Spanischer Jugend-Meister – Einzelzeitfahren

2020
- eine Etappe Belgrade Banjaluka

2023
- Punktewertung GP Beiras e Serra da Estrela